# Supermarine Seal II
El Supermarine Seal II fue un hidrocanoa británico desarrollado por Supermarine después de conseguir un pedido del Ministerio del Aire británico para un prototipo triplaza de anfibio de reconocimiento de la flota. El prototipo, que debía ser capaz de aterrizar en portaaviones de la Real Fuerza Aérea (RAF), fue diseñado por R.J. Mitchell de Supermarine, que incorporó sugerencias hechas después de que el Supermarine Commercial Amphibian lograra el segundo lugar después de ser inscrito en una competición del Ministerio del Aire en 1920.
El Seal II era un biplano con el ala inferior montada sobre el fuselaje. Propulsado por un motor de pistón Napier Lion de 340 kW (450 hp) refrigerado por agua, fue el primer hidrocanoa británico con la hélice colocada delante del motor. El piloto estaba sentado adelantado en el morro con los depósitos de combustible colocados detrás de él, y una segunda cabina estaba ubicada detrás del ala.
El Seal II voló por primera vez el 21 de mayo de 1921, antes de ser evaluado por la RAF. Después de ser modificado y equipado con un motor diferente, pasó a llamarse Seagull antes de ser entregado a la RAF dos meses después. En noviembre de 1921, el Seal II fue uno de los varios aviones vendidos al Servicio Aéreo de la Armada Imperial Japonesa y enviado con la Misión Sempill, dirigida por los británicos, a Kasuimiguara.

## Diseño y desarrollo

### Antecedentes
Los hidrocanoas construidos por Supermarine en sus fábricas de Woolston, Southampton, tenían reputación de ser aptos para navegar y de construcción sólida. La revista Flight los consideró "siempre de construcción sólida, un trabajo de construcción naval apropiado, un barco que volará en lugar de un avión que flotará".
Los diseños de hidrocanoa producidos por R.J. Mitchell de Supermarine, que más tarde se convertiría en el diseñador jefe de Supermarine, y mostrados al Ministerio del Aire británico, junto con el buen desempeño del Supermarine Commercial Amphibian, dieron como resultado que Supermarine obtuviera un pedido para un prototipo de anfibio de reconocimiento de flota de tres plazas. El Ministerio del Aire elaboró la Especificación 7/20 en torno al avión prototipo, un biplano que se especificó que sería capaz de aterrizar en portaaviones de la Real Fuerza Aérea (RAF) lo más lentamente posible, con la máxima cantidad de control.

### Diseño

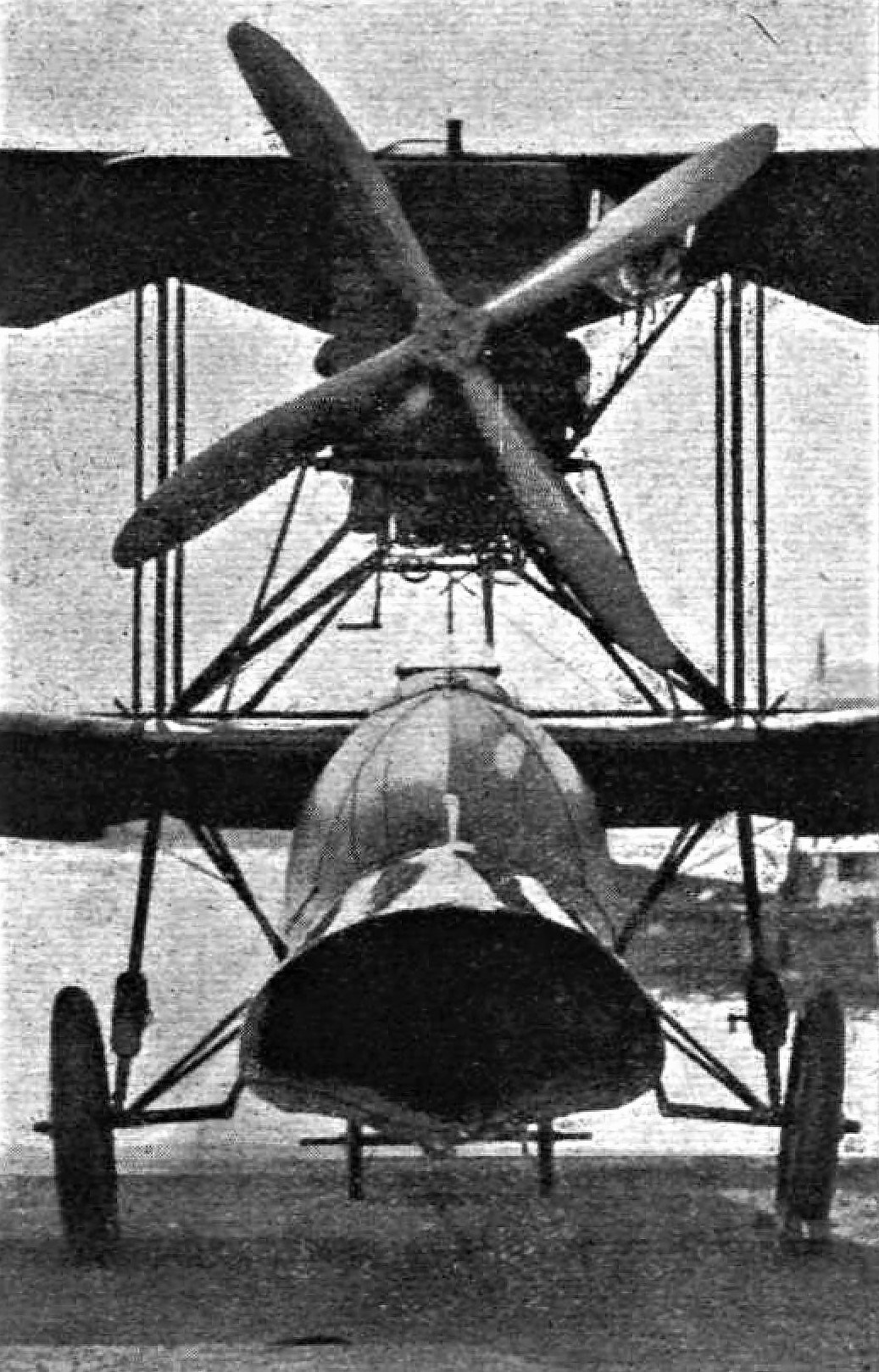
Supermarine Seal II (vista frontal).

Hubert Scott-Paine, propietario de Supermarine, bautizó el avión como Seal II. Los historiadores han supuesto que esto sucedió porque Scott-Paine designó brevemente al Commercial Amphibian como Seal I.
Supermarine incorporó las sugerencias realizadas por el Ministerio del Aire después de que el Commercial Amphibian de la compañía participara en una competición de hidroaviones en Martlesham Heath y Felixstowe en septiembre de 1920. Mitchell produjo los primeros planos del Seal II, que datan del 25 de noviembre de 1920.
El Seal II era un biplano de dos vanos con el ala inferior montada en la parte superior del fuselaje y un motor de pistón Napier Lion de 340 kW (450 hp) refrigerado por agua montado debajo de la sección central del ala superior. Fue el primer hidrocanoa británico propulsado con una configuración tractora (con su motor montado con la hélice delante, de modo que el avión es "arrastrado" por el aire). Las alas eran plegables hacia atrás. El fuselaje, de un modelo diseñado por Linton Hope durante la Primera Guerra Mundial, tenía una sección transversal aproximadamente circular y estaba construido con tablones sobre una estructura de formadores y larguerillos recubiertos de tela, con las superficies de planeo construidas como estructuras separadas, divididas en compartimentos estancos.
La segunda cabina del Seal estaba situada detrás del ala, y el sistema retractor del tren de aterrizaje era de nuevo diseño para evitar la necesidad de cables. El piloto, que estaba protegido en su cabina por una cubierta, estaba sentado adelantado en el morro con los depósitos de combustible colocados detrás de él y delante de los otros miembros de la tripulación.

## Historia operacional
Al prototipo Seal II se le asignó la matrícula N146, y voló por primera vez el 21 de mayo de 1921. Fue entregado oficialmente a la RAF el 2 de junio de 1921, que voló el avión a la isla de Grain para ser evaluado. Tras las pruebas, que fueron en general satisfactorias, la RAF recomendó realizar una serie de modificaciones que incluían mover la posición de los depósitos de combustible desde el interior del casco al ala superior y aumentar el tamaño del timón y del empenaje. El avión fue reequipado con un Napier Lion II de 360 kW (480 hp).
Mitchell realizó más modificaciones al Seal II después de que el Ministerio del Aire encargara dos prototipos (por la Especificación 21/21) a principios de 1922. Alargó el casco en 0,61 m, modificó las superficies de la cola y modificó la forma de las alas para corregir el equilibrio del avión. Los prototipos fueron designados N185 y N159, y renombrados como Seagull el 4 de julio de 1921, antes de ser entregados a la RAF. Un Seagull fue exhibido en el Desfile Aéreo anual de la RAF en Hendon en junio de 1922. Una variante del Seal, el Fleet Spotting Gunnery Amphibian, fue diseñada por Mitchell, pero no construida.
Tanto un Seal II como un Seagull fueron vendidos al Servicio Aéreo de la Armada Imperial Japonesa cuando esta adquirió aviones mediante una misión de investigación en Gran Bretaña. Los aviones fueron enviados con la Misión Sempill liderada por los británicos y llegaron a Kasuimiguara, a 64 km al noreste de Tokio, en noviembre de 1921. Fue adquirido "con el fin de experimentarlo en condiciones reales de servicio".

## Especificaciones (Seal II)
Referencia datos: Supermarine Aircraft since 1914

### Características generales
- Tripulación: Tres
- Longitud: 10 m (32,8 ft)
- Envergadura: 14 m (46 ft)
- Altura: 4,5 m (14,8 ft)
- Superficie alar: 58 m² (624,3 ft²)
- Peso vacío: 1860 kg (4099,4 lb)
- Peso cargado: 2540 kg (5598,2 lb)
- Planta motriz: 1× motor lineal W12 refrigerado por agua Napier Lion.
  - Potencia: 340 kW (469 HP; 462 CV)
- Hélices: De cuatro palas de madera de paso fijo

### Rendimiento
- Velocidad máxima operativa (Vno): 180 km/h (112 MPH; 97 kt)
- Alcance: 4 h
- Tiempo a altitud: 17 min para 3048 m (10 000 pies)

## Aeronaves relacionadas

### Desarrollos relacionados
- Supermarine Seagull